# Parador de Turisme
Els Paradores de Turisme o Paradores són un conjunt d'hotels d'alta categoria distribuïts per tot Espanya, localitzats a edificis emblemàtics o emplaçaments destacables que han estat seleccionats pel seu interès històric, artístic o cultural. Són propietat de l'estat espanyol.
A la singularitat dels seus emplaçaments, s'uneix una proposta gastronòmica, que recupera i posa en valor la cuina tradicional de les regions on estan situats.

## Història

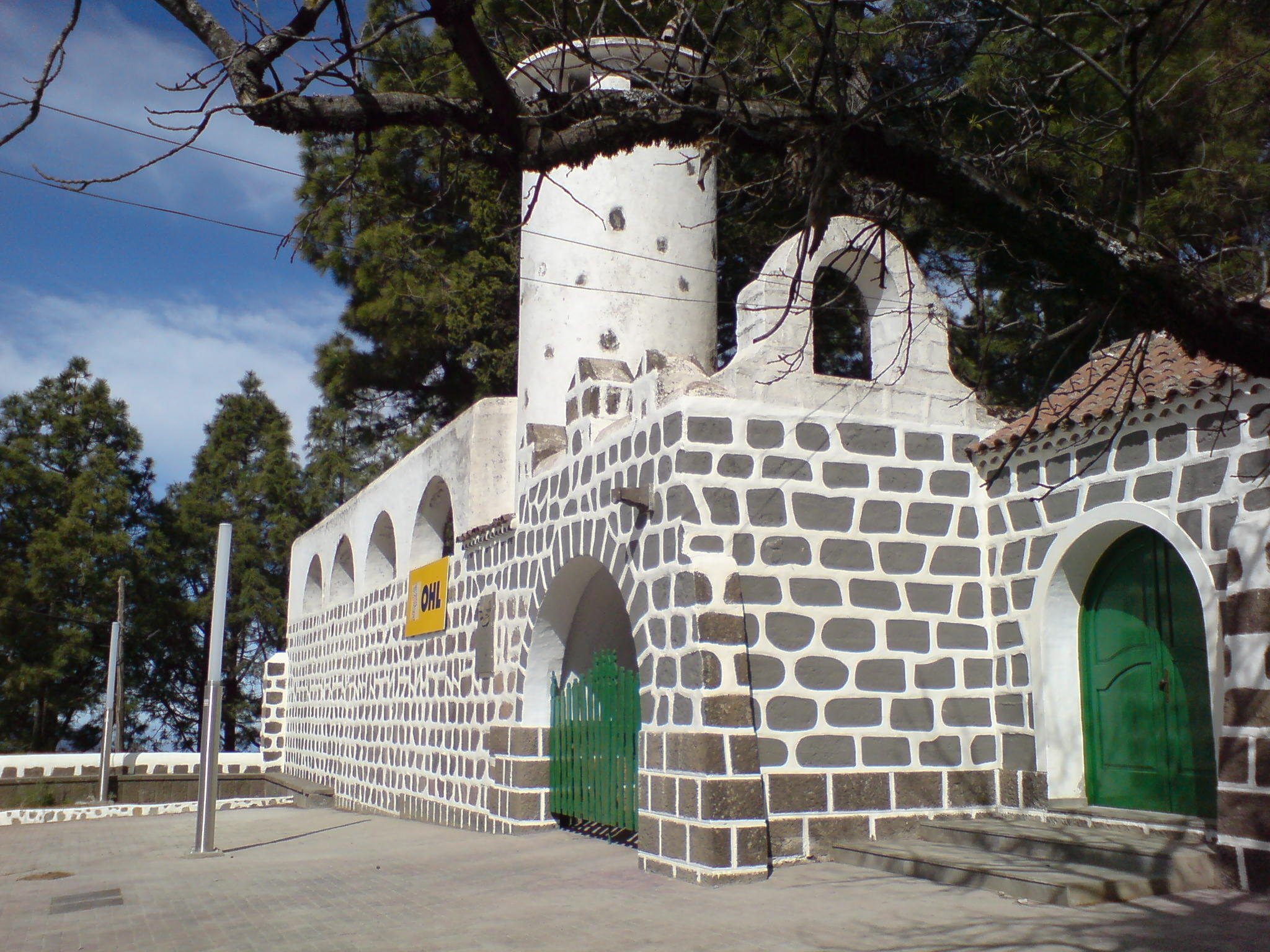
Parador de Creu de Tejeda, a Gran Canària (Illes Canàries).

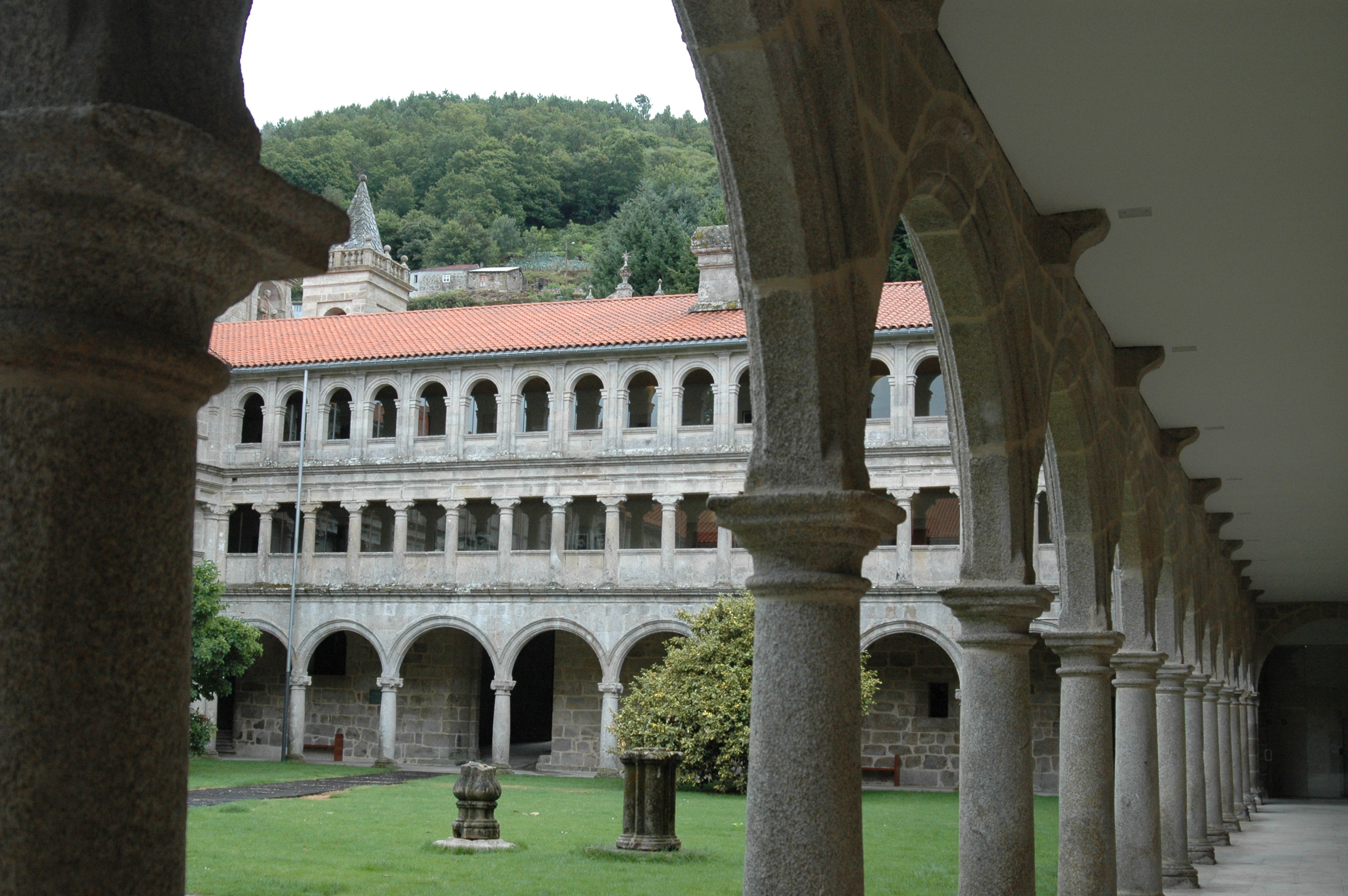
Parador de Santo Estevo, a la província d'Ourense (Galícia).

### Origen
El concepte Paradores es remunta a 1926 quan el Marquès de la Vega Inclán va impulsar la construcció d'un allotjament a la serra de Gredos, que es convertiria en el primer Parador de la xarxa. Després de la inauguració d'aquest primer establiment, es va constituir la Junta de Paradores y Hosterías del Reino.
En el seu origen es volia construir una sèrie d'hotels en llocs on la iniciativa privada no arribava i que tenien condicions per atreure turisme, com els paratges de gran bellesa, o poblacions amb variada riquesa cultural, artística, històrica. A partir del Parador de Gredos, es va voler també aprofitar i rehabilitar alguns dels nombrosos monuments històrics i artístics abandonats.

### Creixement
El Parador de Gredos, a la província d'Àvila, va ser el primer parador de la xarxa. Els següents a obrir les portes van ser els d'Oropesa (Toledo) i Úbeda (Jaén) l'any 1930, Ciudad Rodrigo (Salamanca) el 1931 i Mèrida (Badajoz) l'any 1933.
A partir de 1928 es van començar a construir els Albergs de Carretera per a Automobilistes que, lluny de l'estil racionalista, dins de dos tipus de grandària diferent, s'adaptaven a les condicions del lloc. Projectats i construïts pels arquitectes Carlos Arniches i Martín Domínguez, no tots eren iguals, segons el compromís que ells mateixos havien adquirit en guanyar el concurs, el 1927. Després van quedar integrats a la xarxa de Paradores. Gairebé tots ells han desaparegut actualment i els que queden han estat molt reformats (com és el cas del de Manzanares a Ciutat Real). Entre ells estaven els de Medinaceli (Sòria), d'Aranda de Duero (Burgos) i el d'Antequera (Màlaga).
El major procés expansiu es va produir en la dècada de 1960, coincidint amb l'important desenvolupament turístic que va viure el país. En aquests anys, la xarxa de Paradores va passar de 40 a 83 establiments.
L'època de la transició espanyola va suposar el canvi de titularitat de la Direcció general de Paradores, i sobretot, la seva dependència estatal.
En la dècada de 1980, alguns hotels de la cadena pública Entursa es van incorporar a la xarxa de Paradores. Entre ells, establiments tan emblemàtics com l'Hostal dels Reis Catòlics a Santiago de Compostel·la (La Corunya) i l'Hostal de Sant Marcos a Lleó.

### Canvi
Amb l'arribada de la dècada de 1990, Paradores va viure un canvi fonamental. El 18 de gener de 1991 es va constituir la societat anònima Paradores de Turisme d'Espanya, S.A. L'objectiu era fer de la cadena hotelera una empresa rendible que se servís exclusivament dels seus propis beneficis per a manteniment i explotació de la xarxa.
A data d'agost de 2011, la xarxa de Paradores està formada per 93 establiments i està present en totes les comunitats autònomes, exceptuant les Illes Balears. Bona part d'ells estan situats a edificis d'interès històric-artístic, tals com castells o monestirs, que han estat degudament rehabilitats per a usos hotelers.
El Pla d'Expansió de Paradores inclou l'obertura de nous establiments i la remodelació de gran part dels seus hotels en els pròxims anys. L'empresa ha marcat com a objectiu superar els 100 Paradores pròximament, i alhora té com a objectiu expandir-se internacionalment i millorar l'experiència dels seus clients.
L'any 2012 es van fer públiques les dificultats econòmiques de la xarxa de Paradores i la necessitat de buscar mesures per garantir el seu futur. El gener del 2013 es va decidir el tancament temporal de diversos establiments per intentar pal·liar la situació, després d'arribar a un acord amb els treballadors.

## Establiments
| Parador                                      | Localitat                   | Província              | Comunitat Autònoma | Categoria    | Construcció                      |
| -------------------------------------------- | --------------------------- | ---------------------- | ------------------ | ------------ | -------------------------------- |
| Parador d'Aiguablava                         | Begur                       | Girona                 | Catalunya          | * * * *      | Moderna                          |
| Parador d'Alarcón                            | Alarcón                     | Conca                  | Castella-La Manxa  | * * * *      | Castell                          |
| Parador d'Albacete                           | Albacete                    | Albacete               | Castella-La Manxa  | * * * *      | Regional                         |
| Parador d'Alcalá d'Henares                   | Alcalá de Henares           | Madrid                 | Madrid             | * * * *      | Recinte històric/Moderna/Convent |
| Parador d'Alcanyís                           | Alcanyís                    | Terol                  | Aragó              | * * *        | Castell                          |
| Parador d'Almagro                            | Almagro                     | Ciudad Real            | Castella-La Manxa  | * * * *      | Convent                          |
| Parador d'Antequera                          | Antequera                   | Màlaga                 | Andalusia          | * * * *      | Moderna                          |
| Parador d'Aranda de Duero                    | Aranda de Duero             | Burgos                 | Castella i Lleó    | * * * *      |                                  |
| Parador d'Arcos de la Frontera               | Arcos de la Frontera        | Cadis                  | Andalusia          | * * *        | Regional                         |
| Parador d'Àvila                              | Àvila                       | Àvila                  | Castella i Lleó    | * * * *      | Palau                            |
| Parador d'Ayamonte                           | Ayamonte                    | Huelva                 | Andalusia          | * * * *      | Moderna                          |
| Parador de Baiona                            | Baiona                      | Pontevedra             | Galícia            | * * * *      | Regional                         |
| Parador de Benavente                         | Benavente                   | Zamora                 | Castella i Lleó    | * * * *      | Castell                          |
| Parador de Benicarló                         | Benicarló                   | Castelló               | País Valencià      | * * * *      | Moderna                          |
| Parador de Bielsa                            | Bielsa                      | Osca                   | Aragó              | * * *        | Moderna                          |
| Parador de la Palma                          | Breña Baja                  | Santa Cruz de Tenerife | Canàries           | * * * *      | Regional                         |
| Parador de Càceres                           | Càceres                     | Càceres                | Extremadura        | * * * *      | Palau                            |
| Parador de Cadis                             | Cadis                       | Cadis                  | Andalusia          | * * * *      | Moderna                          |
| Parador de Calahorra                         | Calahorra                   | La Rioja               | La Rioja           | * * * *      | Moderna                          |
| Parador de Font Doni                         | Camaleño                    | Cantàbria              | Cantàbria          | * * *        | Moderna                          |
| Parador de Cambados                          | Cambados                    | Pontevedra             | Galícia            | * * * *      | Regional                         |
| Parador de Cangues d'Onís                    | Cangues d'Onís              | Astúries               | Astúries           | * * * *      | Monestir                         |
| Parador de Cardona                           | Cardona                     | Barcelona              | Catalunya          | * * * *      | Castell                          |
| Parador de Carmona                           | Carmona                     | Sevilla                | Andalusia          | * * * *      | Alcázar                          |
| Parador de Cazorla                           | Cazorla                     | Jaén                   | Andalusia          | * * *        | Moderna                          |
| Parador de Cervera de Pisuerga               | Cervera de Pisuerga         | Palència               | Castella i Lleó    | * * *        | Moderna                          |
| Parador de Ceuta                             | Ceuta                       | Ceuta                  | Ceuta              | * * * *      | Moderna                          |
| Parador de Chinchón                          | Chinchón                    | Madrid                 | Madrid             | * * *        | Convent                          |
| Parador de Ciudad Rodrigo                    | Ciudad Rodrigo              | Salamanca              | Castella i Lleó    | * * * *      | Castell                          |
| Parador de Còrdova                           | Còrdova                     | Còrdova                | Andalusia          | * * * *      | Moderna                          |
| Parador de Cuenca                            | Conca                       | Conca                  | Castella-La Manxa  | * * * *      | Convent                          |
| Parador d'Argómaniz                          | Burgelu                     | Àlaba                  | País Basc          | * * *        | Palau                            |
| Parador de Ferrol                            | Ferrol                      | La Corunya             | Galícia            | * * *        | Regional                         |
| Parador de Fuenterrabía                      | Hondarribia                 | Guipúscoa              | País Basc          | * * * *      | Castell                          |
| Parador de Gijón                             | Gijón                       | Astúries               | Astúries           | * * * *      | Regional                         |
| Parador de Granada                           | Granada                     | Granada                | Andalusia          | * * * *      | Convent                          |
| Parador de Guadalupe                         | Guadalupe                   | Cacéres                | Extremadura        | * * * *      | Convent                          |
| Parador de Jaén                              | Jaén                        | Jaén                   | Andalusia          | * * * *      | Castell                          |
| Parador de Jarandilla de la Vera             | Jarandilla de la Vera       | Càceres                | Extremadura        | * * * *      | Castell                          |
| Parador de Xàbia                             | Xàbia                       | Alacant                | País Valencià      | * * * *      | Moderna                          |
| Parador de Cañadas del Teide                 | La Orotava                  | Santa Cruz de Tenerife | Canàries           | * * * *      | Moderna                          |
| Parador de Lleó                              | Lleó                        | Lleó                   | Castella i Lleó    | * * * * * GL | Monestir                         |
| Parador de Lerma                             | Lerma                       | Burgos                 | Castella i Lleó    | * * * *      | Palau                            |
| Parador de Limpias                           | Limpias                     | Cantàbria              | Cantàbria          | * * * *      | Palau                            |
| Parador de Lorca                             | Llorca                      | Múrcia                 | Múrcia             | * * * *      | Moderna                          |
| Parador de Màlaga-Gibralfaro                 | Màlaga                      | Màlaga                 | Andalusia          | ****         | Moderna                          |
| Parador de Màlaga-Golf                       | Màlaga                      | Màlaga                 | Andalusia          | * * * *      | Moderna                          |
| Parador de Manzanares                        | Manzanares                  | Ciudad Real            | Castella-La Manxa  | * * *        | Modern                           |
| Parador de Mazagón                           | Mazagón                     | Huelva                 | Andalusia          | * * * *      | Moderna                          |
| Parador de Melilla                           | Melilla                     | Melilla                | Melilla            | * * * *      | Moderna                          |
| Parador de Mèrida                            | Mèrida                      | Badajoz                | Extremadura        | * * * *      | Convent                          |
| Parador de Mojácar                           | Mojácar                     | Almeria                | Andalusia          | * * * *      | Moderna                          |
| Parador de Monforte                          | Monforte de Lemos           | Lugo                   | Galícia            | * * * *      | Convent                          |
| Parador de Monzón de Campos                  | Monzón de Campos            | Palència               | Castella i Lleó    | * * * *      | Castell                          |
| Parador de Artíes                            | Naut Aran                   | Lleida                 | Catalunya          | * * * *      | Regional                         |
| Parador de Gredos                            | Navarredonda de Gredos      | Àvila                  | Castella i Lleó    | * * *        | Moderna                          |
| Parador de Nerja                             | Nerja                       | Màlaga                 | Andalusia          | * * * *      | Moderna                          |
| Parador de Santo Estevo                      | Nogueira de Ramuín          | Ourense                | Galícia            | * * * *      | Monestir                         |
| Palau reial d'Erriberri                      | Erriberri                   | Navarra                | Navarra            | * * *        | Castell                          |
| Parador d'Oropesa                            | Oropesa                     | Toledo                 | Castella-La Manxa  | * * * *      | Castell                          |
| Parador de Plasència                         | Plasència                   | Càceres                | Extremadura        | * * * *      | Convent                          |
| Parador de Pontevedra                        | Pontevedra                  | Pontevedra             | Galícia            | * * * *      | Palau                            |
| Parador de Puebla de Sanabria                | Puebla de Sanabria          | Zamora                 | Castella i Lleó    | * * *        | Moderna                          |
| Parador de Puerto Lumbreras                  | Puerto Lumbreras            | Múrcia                 | Múrcia             | * * *        | Moderna                          |
| Parador de Ribadeo                           | Ribadeo                     | Lugo                   | Galícia            | * * * *      | Regional                         |
| Parador de Ronda                             | Ronda                       | Màlaga                 | Andalusia          | * * * *      | Moderna                          |
| Parador de Salamanca                         | Salamanca                   | Salamanca              | Castella i Lleó    | * * * *      | Moderna                          |
| Parador de la Granja                         | Real Sitio de San Ildefonso | Segòvia                | Castella i Lleó    | * * * *      | Palau                            |
| Parador de la Gomera                         | San Sebastián de La Gomera  | Santa Cruz de Tenerife | Canàries           | * * * *      | Regional                         |
| Parador de Santiago de Compostel·la          | Santiago de Compostel·la    | La Corunya             | Galícia            | * * * * * GL | Palau                            |
| Parador de Santillana                        | Santillana del Mar          | Cantàbria              | Cantàbria          | * * *        | Regional                         |
| Parador de Santillana-Gil Blas               | Santillana del Mar          | Cantàbria              | Cantàbria          | * * * *      | Regional                         |
| Parador de Santo Domingo                     | Santo Domingo de la Calzada | La Rioja               | La Rioja           | * * * *      | Regional                         |
| Parador de Sant Domingo-Bernardo de Fresneda | Santo Domingo de la Calzada | La Rioja               | La Rioja           | * * *        | Convent                          |
| Parador de Segòvia                           | Segòvia                     | Segòvia                | Castella i Lleó    | * * * *      | Moderna                          |
| Parador de la Seu d'Urgell                   | La Seu d'Urgell             | Lleida                 | Catalunya          | * * *        | Moderna                          |
| Parador de Sigüenza                          | Sigüenza                    | Guadalajara            | Castella-La Manxa  | * * * *      | Castell                          |
| Parador de Sòria                             | Sòria                       | Sòria                  | Castella i Lleó    | * * * *      | Moderna                          |
| Parador de Sos del Rei Catòlic               | Sos del Rei Catòlic         | Saragossa              | Aragó              | * * * *      | Regional                         |
| Parador de Teruel                            | Terol                       | Terol                  | Aragó              | * * *        | Regional                         |
| Parador de Toledo                            | Toledo                      | Toledo                 | Castella-La Manxa  | * * * *      | Regional                         |
| Parador de Tordesillas                       | Tordesillas                 | Valladolid             | Castella i Lleó    | * * * *      | Regional                         |
| Parador de Tortosa                           | Tortosa                     | Tarragona              | Catalunya          | * * * *      | Castell                          |
| Parador de Trujillo                          | Trujillo                    | Càceres                | Extremadura        | * * * *      | Convent                          |
| Parador de Tui                               | Tui                         | Pontevedra             | Galícia            | * * * *      | Regional                         |
| Parador d'Úbeda                              | Úbeda                       | Jaén                   | Andalusia          | * * * *      | Palau                            |
| Parador del Saler                            | València                    | València               | País Valencià      | * * * *      | Moderna                          |
| Parador del Ferro                            | Valverde                    | Santa Cruz de Tenerife | Canàries           | * * * i.t.   | Moderna                          |
| Parador de Cruz de Tejeda                    | Tejeda i Vega de Sant Mateo | Las Palmas             | Canàries           | * * * *      | Regional                         |
| Parador de Verín                             | Verín                       | Ourense                | Galícia            | * * *        | Regional                         |
| Parador de Vic-Sau                           | Les Masies de Roda          | Barcelona              | Catalunya          | * * * *      | Regional                         |
| Parador de Viella                            | Vielha e Mijaran            | Lleida                 | Catalunya          | * * * *      | Moderna                          |
| Parador de Villafranca del Bierzo            | Villafranca del Bierzo      | Lleó                   | Castella i Lleó    | * * *        | Regional                         |
| Parador de Vilalba                           | Vilalba                     | Lugo                   | Galícia            | * * * *      | Castell                          |
| Parador de Zafra                             | Zafra                       | Badajoz                | Extremadura        | * * * *      | Palau                            |
| Parador de Zamora                            | Zamora                      | Zamora                 | Castella i Lleó    | * * * *      | Palau                            |

Claus de la taula: i.t.  Reconeixement oficial de categoria en tramitació;  GL  Gran Luxe;   NA   Sense servei d'allotjament. 